# Dance Craze (film)
Dance Craze – brytyjski film dokumentalny o fenomenie "ery 2 Tone". Jest to zapis filmowy trasy koncertowej po wyspach brytyjskich zorganizowanej przez wytwórnię 2 Tone Records w 1980 roku. Udział w niej brały zespoły The Specials, Bad Manners, The Selecter, The Beat, Madness oraz The Bodysnatchers. Koncerty odbyły się w Aylesbury, Bradford, Hemel Hempstead, Londynie, Cherry Hill, Leicester, Liverpoolu, Portsmouth i w Sunderland.
Reżyserem obrazu był Joe Massot. Film wszedł do kin w lutym 1981 roku (w USA w kwietniu 1982 r.).
W wersji wideo film ukazał się w 1988 roku.
Jest też album wydany przez 2 Tone Rec. pod tym samym tytułem, na którym znalazło 15 utworów z umieszczonych na filmie.

## Utwory
1. "Nite Klub" – The Specials
2. "The Prince" – Madness
3. "Ne-Ne-Na-Na-Na-Na-Nu-Nu" – Bad Manners
4. "007 (Shanty Town)" – The Bodysnatchers
5. "Three Minute Hero" – The Selecter
6. "Ranking Full Stop" – The Beat
7. "Big Shot" – The Beat
8. "Concrete Jungle" – The Specials
9. "Swan Lake" – Madness
10. "Razor Blade Alley" – Madness
11. "Missing Words" – The Selecter
12. "Let's Do the Rock Steady" – The Bodysnatchers
13. "Lip Up Fatty" – Bad Manners
14. "Madness" – Madness
15. "Too Much Too Young" – The Specials
16. "On My Radio" – The Selecter
17. "Easy Life" – The Bodysnatchers
18. "Rough Rider" – The Beat
19. "Man at C&A" – The Specials
20. "Inner London Violence" – Bad Manners
21. "Night Boat to Cairo" – Madness
22. "Twist and Crawl" – The Beat
23. "Wooly Bully" – Bad Manners
24. "Too Much Pressure" – The Selecter
25. "Mirror in the Bathroom" – The Beat
26. "One Step Beyond" – Madness
27. "Nite Klub" – The Specials